# 2018 у Черкаській області
Стаття присвячена головним подіям Черкаської області у 2018 році.
Розпорядженням голови Черкаської обласної адміністрації 2018-й оголошено Роком української мови в області.

## Ювілеї

### Подій
- 350 років з часу проголошення Петра Дорошенка гетьманом всієї України (1668).
- 250 років з часу початку Коліївщини — повстання на Правобережній Україні (травень 1768).

### Видатних людей
- 2 квітня — 100 років від дня народження Леоніда Куліченка, уродженця Чигиринського району, українського письменника,
- 26 травня — 100 років від дня народження Йосипа Гіхмана, уродженця м. Умань, українського математика, члена-кореспондента Академії наук Української РСР.

### Річниці заснування, утворення
- 110 років Уманському гуманітарно-педагогічному коледжу імені Тараса Шевченка
- 100 років Черкаському обласному краєзнавчому музею.
- 100 років від часу заснування газети «Черкаський край»[2].
- 50 років Черкаському інституту банківської справи.
- 40 років Черкаській обласній організації Національної спілки художників України[3].

## Події
- 19 січня — через снігопади та погіршення погодних умов у області повністю знеструмлені 153 населені пункти, частково без світла 11 населених пунктів. Від негоди постраждало 13 районів області, найбільше — Золотоніський, Черкаський, Городищенський та Смілянський райони.[4] Черкаси на півтори доби залишились без води через знеструмленя внаслідок погодних умов насосної станція КП «Черкасиводоканал», яка забезпечує водопостачання місту.[5]
- 20—22 квітня у м. Черкаси пройшов другий Черкаський книжковий фестиваль, який відвідало близько 10 тисяч осіб. У фестивалі взяли участь відомі письменники, було представлено 58 видавництв та відбулося більше 100 подій.[6]
- 28—29 квітня — на Чигиринщині, у Холодному Яру відбулося 23-ге вшанування героїв Холодного Яру, в яких взяли участь тисячі людей з різних куточків України. Цьогоріч їх присвятили століттю Української революції й 250-літтю Коліївщини.[7]
- 8 травня — унаслідок масового отруєння невстановленою речовиною в Черкасах постраждало понад 90 учнів, а також 3 вчителів ЗОШ № 8. На місце події прибули прем'єр-міністр України Володимир Гройсман та в.о. міністра охорони здоров'я Уляна Супрун[8].
- 24 травня — у Черкасах вбито депутата обласної ради, підприємця Сергія Гуру[9].
- 31 травня—4 червня поблизу Черкас пройшов 16-й щорічний мотофестиваль «Тарасова Гора», на який зібралися на 8 тисячах учасників з понад 10 країн світу[10].
- 16 червня — у Черкасах у результаті підриву автомобіля загинув підприємець, голова відділення Українського союзу промисловців і підприємців у Черкаській області, Анатолій Скоромний[11].
- 6—8 липня у Холодному Яру, біля с. Грушківка відбувся IV Всеукраїнський Фестиваль нескореної нації «Холодний Яр», в якому взяло участь понад 7 тисяч людей[12].
- 3—5 серпня — у м. Черкаси пройшов 6-й Міжнародний мотофестиваль «Дорога на Січ»[13].
- 17—20 серпня у Каневі прийшов ІІІ Міжнародний фестиваль сучасного кіно ім. Ю. Іллєнка, на якому було представлено більше 23 фільми[14].
- 18 серпня — у с. Красенівка на Чорнобаївщині пройшло 25-те Всеукраїнське свято богатирської сили на призи пам'яті І. М. Піддубного. Під час свята відбувся турнір з греко-римської боротьби, показові виступи майстрів бойових мистецтв, богатирське шоу, ярмарок тощо. Захід відвідало понад 3 тисячі людей.[15]
- 18—19 серпня у с. Моринці на Звенигородщині пройшов 5-й Всеукраїнський молодіжний фестиваль Тараса Шевченка Ше.Fest. У події взяли участь провідні українські музичні гурти, знані поети, письменники, художники та інші митці. Фестиваль відвідало понад 5 тисяч людей.[16]
- 30 серпня — через масову загибель риби на р. Рось у м. Корсунь-Шевченківський районна рада проголосувала за введення надзвичайного стану[17].
- 9 вересня — на святкування єврейського нового року Рош Гашана в Умань прибуло близько 30 тис. хасидів з різних країн світу[18].
- 28—30 вересня в Умані пройшов міжнародний фестиваль повітряних куль «Монгольф'єрія. Квітуча країна». Під час нього було встановлено рекорд України — «Перший тандем-стрибок з парашутом з повітряної кулі».[19][20]
- 15 листопада — Сміла залишилась єдиним містом в Україні, де не розпочато опалювальний сезон. Президент України Петро Порошенко заявив, що дає міській владі Сміли та іншим державним структурам кілька годин на відновлення теплопостачання в місті. Державна комісія з питань техногенно-екологічної безпеки та надзвичайних ситуацій ухвалила рішення про початок опалювального сезону.[21]
- 20 листопада — Президент України Петро Порошенко відвідав м. Черкаси, де представив нового голову Черкаської облдержадміністрації. Замість Юрія Ткаченко на цю посаду було призначено Олександра Вельбівця.[22]
- 13 грудня — на території Сердюківської сільської ради Смілянського району виявлено випадок захворювання свиней на африканську чуму. У вказаному районі запроваджено карантин.[23]
- 23 грудня — у 27 об'єднаних територіальних громадах області пройшли перші місцеві вибори місцевих голів та депутатів[24].

## Спортивні події
- 17 березня — Григорій Вовчинський на Зимових Паралімпійських іграх 2018 у Південній Кореї здобув срібну медаль в лижних перегонах на 10 км[25].
- 1 травня — в Українській баскетбольній суперлізі сезону 2017—2018 за результатами плей-оф Черкаські мавпи вперше в історії виграли золоті медалі[26].
- 10 червня — «ЛНЗ-Лебедин» (с. Лебедин) став володарем Кубку України з футболу серед аматорів 2017—2018, у фіналі шполянські футболісти перемогли команду «Вікторія» з сумщини.
- У Чемпіонаті України з футболу 2017—2018 у першій лізі Черкаський Дніпро посів 17-те, передостаннє місце, та перейшов до другої ліги. У липні 2018 керівництво клубу вирішило розформувати команду, створивши замість неї клуб «Черкащина-Академія», який виступатиме у на стадіоні Зоря в с. Білозір'я[27].
- 22 червня черкащанин Святослав Михайлюк підписав контракт із клубом НБА «Лос-Анджелес Лейкерс»[28].
- 24 серпня на честь 27-ї річниці Незалежності України у м. Черкаси відбувся футбольний матч, що тривав 24 години. У ньому взяло участь 1174 людей. Цим було встановлено національний рекорд тривалості футбольного матчу[29].
- На Літніх юнацьких Олімпійських іграх, що проходили з 6 по 18 жовтня 2018 року в Буенос-Айресі (Аргентина), черкащанин Назар Чепурний здобув золото і срібло у гімнастиці, а Іван Тищенко — золоту медаль в академічному веслуванні[30].
- 21 жовтня — на Іграх нескорених у Сіднеї черкащанин Денис Фіщук виборов бронзову медаль у велогонці[31].
- У Чемпіонаті Черкаської області з футболу 2018 року перемогла команда «УТК-Ятрань» (Уманський район), на другому місці — «Альтаїр» (смт Дрібав), на третьому — «Златокрай-2017» (Золотоніський район).

## Нагороджено, відзначено
- Лауреатом Літературної премії імені Тодося Осьмачки став Василь Клічак (м. Київ) за збірку поезій «Копана Гора»[32].
- Лауреатами обласної Краєзнавчої премії імені Михайла Максимовича стали: у номінації «Колективна краєзнавча робота» — авторський колектив: Оксана Силка і Лариса Синявська за видання «Бандури пісня недоспівана… або суспільний виклик Михайла Злобинця»; у номінації «Індивідуальна краєзнавча робота» — Борис Юхно за книгу «Ретро Град»[33].
- Лауреатами Всеукраїнської літературної премії імені Василя Симоненка стали: у номінації «За кращу першу поетичну збірку» Сергій Сіваченко (Житомирська область) за збірку «Еволюція на граніті»; у номінації «За кращий художній твір» Людмила Тараненко (Черкаси) за збірку поезій «Стоїть душа перед порогом…»[34].
- 22 листопада — почесне звання «Почесний громадянин Черкащини» присвоєно Гордію Миколі Васильовичу — директору приватно-орендного сільськогосподарського комбінату «Уманський тепличний комбінат»[35].
- 1 грудня — Президент Петро Порошенко нагородив орденом Ярослава Мудрого 5 ступеня митрополита Черкаського і Канівського Софронія[36].

## Створено, засновано

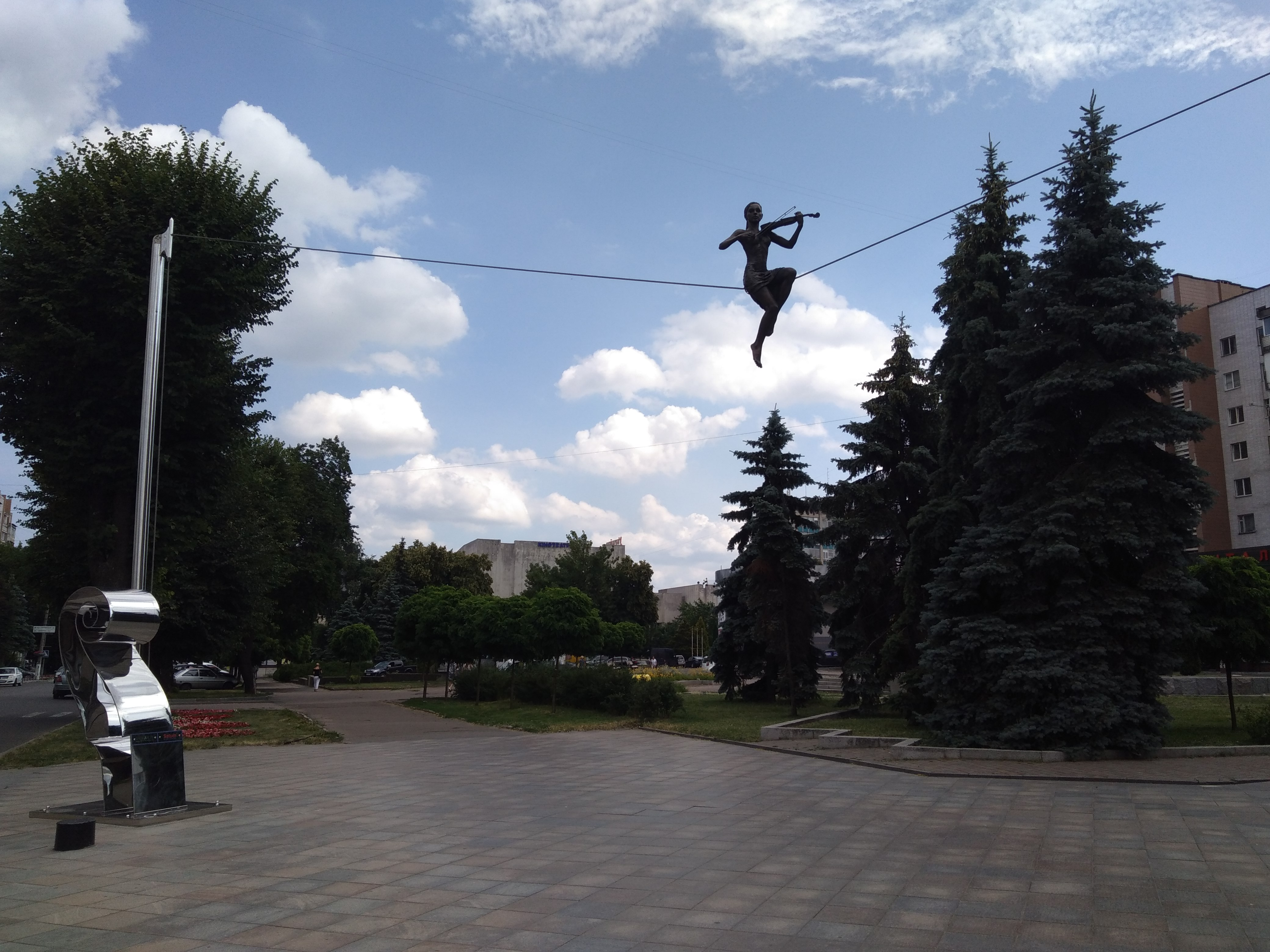
Скульптурна композиція «Висока нота»

- 3 січня — в м. Монастирище встановили перший пам'ятник козацькому полковнику Івану Богуну[37].
- 19 травня — в м. Черкаси біля обласної філармонії відкрито скульптурну композицію «Висока нота» (автор — Олександр Лідаговський)[38].
- 7 червня — у Черкасах відктито Науково-дослідний інститут «Інститут здоров'я рослин» («Crop Care Institute»). Його засновником є виробник засобів захисту рослин та мікродобрив ГК «UKRAVIT».[39]
- 26 червня — у Черкасах на будівлі обласної філармонії відкрили пам'ятні знаки, присвячені трьом відомим українським митцям — народному артисту України Анатолію Пашкевичу та заслуженому діячу мистецтв України Миколі Негоді, а також пам'ятник народній артистці України Раїсі Кириченко[40].
- 13 жовтня — у Звенигородці відкрито пам'ятний знак борцям за незалежність України[41].
- 14 жовтня — у Трахтемирові на Канівщині відкрили пам'ятний знак гетьману Петру Конашевичу-Сагайдачному і його козакам — в ознаменування 400-річчя перемоги над московитами[42].
- 23 грудня — у с. Вельховець на Звенигородщині відкрили пам'ятник В'ячеславу Чорноволу[43].

### Об'єкти природно-заповідного фонду
- Ботанічна пам'ятка природи місцевого значення Тарасова калина[44];
- гідрологічний заказник місцевого значення Бубирова гребля[44];
- гідрологічний заказник місцевого значення Ганничі[45];
- ботанічні пам'ятки природи місцевого значення в м. Смілі: «Багатовікові дерева дуба звичайного», «Графський дуб-красень», «Віковий дуб імені Якова Водяного», «Софіївські дуби»[45].

## Зникли
- 31 липня — ліквідовано Державну екологічну інспекцію у Черкаській області, натомість створено Державну екологічну інспекцію Центрального округу, повноваження якої поширюються на територію Полтавської та Черкаської областей[46].

## Померли
- 10 жовтня — Кузь Володимир Григорович, 80 — доктор педагогічних наук, професор, дійсний член АПНУ, ректор Уманського державного педагогічного університету ім. П. Тичини (1989—2005)[47].
- 16 жовтня — Петренко Іван Миколайович, 46, уродженець Умані, військовий льотчик, полковник. Загинув у катастрофі літака Повітряних Сил ЗСУ Су-27 під час міжнародних навчань «Чисте небо — 2018» у Вінницькій області разом із пілотом Повітряних сил Національної гвардії США.[48][49]
- 22 жовтня — Дробний Іван Семенович, 87 — український поет, член Національної спілки письменників України[50].
- 30 жовтня — Черкаський Давид Янович, 86, уродженець м. Шпола, український режисер-мультиплікатор, художник-мультиплікатор, сценарист, Заслужений діяч мистецтв України[51].
- 17 листопада — Петриненко Діана Гнатівна, 88, уродженка Драбівського району, українська співачка (сопрано), Народна артистка СРСР, лауреат Державної премії України імені Т. Г. Шевченка[52].
- 5 грудня — Захарченко Василь Іванович, 82, український письменник, лауреат Національної премії України імені Тараса Шевченка, який жив і працював у Черкасах[53].
- 9 грудня  — Жук Петро Миколайович, 87, український журналіст, член НСЖУ, Заслужений журналіст України. Проживав у м. Черкаси, з 1954 р. працював у обласних газетах «Черкаський правда», «Молодь Черкащини».

### Загиблі під часросійсько-української війни
- 17 січня — Дімітров Михайло Сергійович, уродженець м. Сміла. 16 січня дістав важких осколкових поранень в промзоні м. Авдіївка, від яких помер.[54]
- 28 березня — Шамчук Володимир Анатолійович, уродженець с. Драбове-Барятинське (Драбівський район). Загинув під час бою.[55]
- 14 червня — Жук Сергій Йосипович, уродженець с. Демки (Драбівський район). Загинув під час бою біля Шахти «Бутівка»[56].
- 28 червня — Нємцов Геннадій Євгенійович, уродженець м. Черкаси. Загинув під час вогневого зіткнення, боронячи підступи до Світлодарська.[57][58][59]
- 2 липня — Федоров Едуард Юрійович, уродженець с. Валява (Городищенський район). 27 червня дістав важке поранення від кулі снайпера поблизу с. Водяне (Волноваський район), помер у лікарні.[60]
- 23 серпня — Проценко Тарас Станіславович, уродженець смт Лисянка. Загинув у бою біля с. Кримське (Новоайдарський район)[61].
- 18 вересня — Ткачов Володимир Вікторович, уродженець с. Вергуни (Черкаський район). Загинув внаслідок мінометного обстрілу біля смт Луганське на Світлодарській дузі.[62]
- 10 жовтня — Дронов Сергій Анатолійович, уродженець Чигирина, загинув внаслідок спрацювання вибухового пристрою під час виконання бойового завдання на Донецькому напрямку[63]. 31 січня 2019 посмертно нагороджено орденом «За мужність» ІІІ ступеня[64].
- 15 жовтня — Моспан Антон Юрійович, уродженець Черкас, загинув від кульового поранення поблизу села Кримське Луганської області[65].
- 24 листопада — Гаркуша Сергій Вікторович, уродженець с. Валява (Городищенський район). Загинув під час бойового чергування в районі м. Красногорівка, — під час бою дістав смертельне осколкове поранення.[66]
- 7 грудня — Коломієць Олександр Олександрович, уродженець с. Маркізівка (Золотоніський район). Загинув від смертельного кульового поранення під час виконання бойового завдання на спостережному посту на Маріупольському напрямку.[67]